# Nygotik

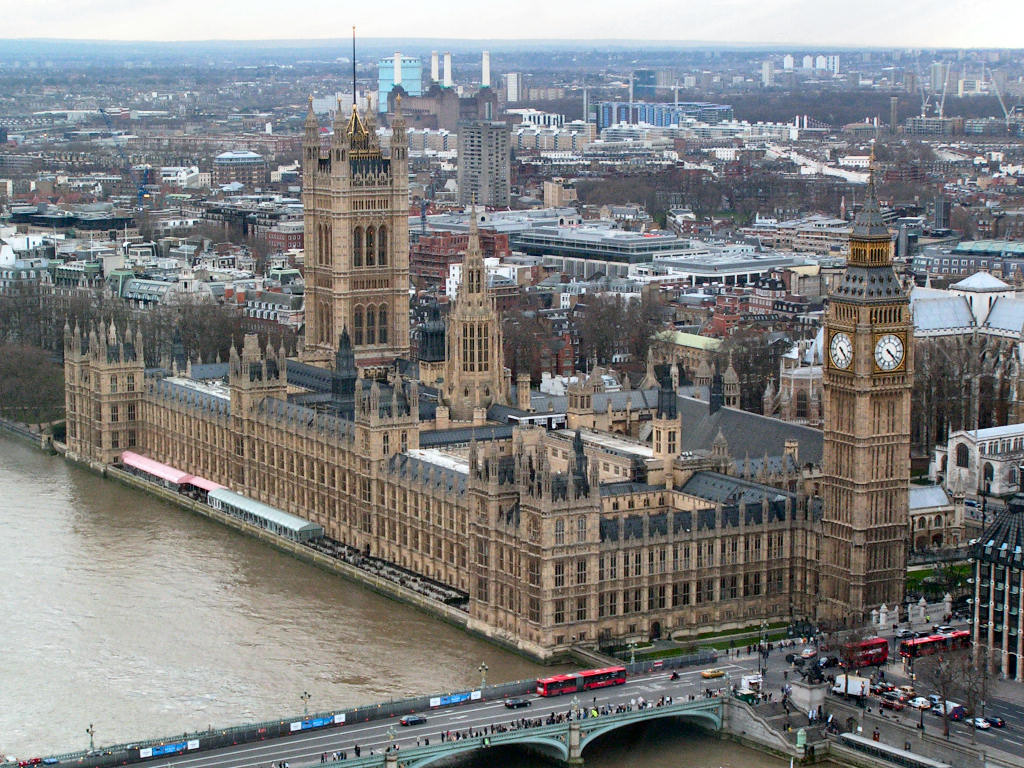
Palace of Westminster, C Barry och A W Pugin.

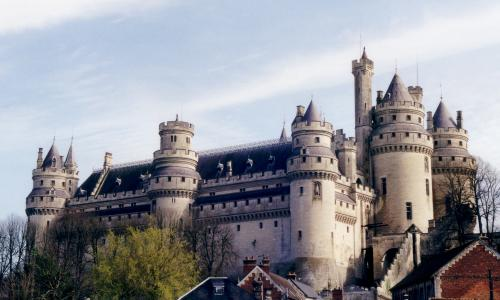
Slottet Pierrefonds, ett av Viollet-le-Ducs projekt, var nästan helt i ruiner före restaurationen.

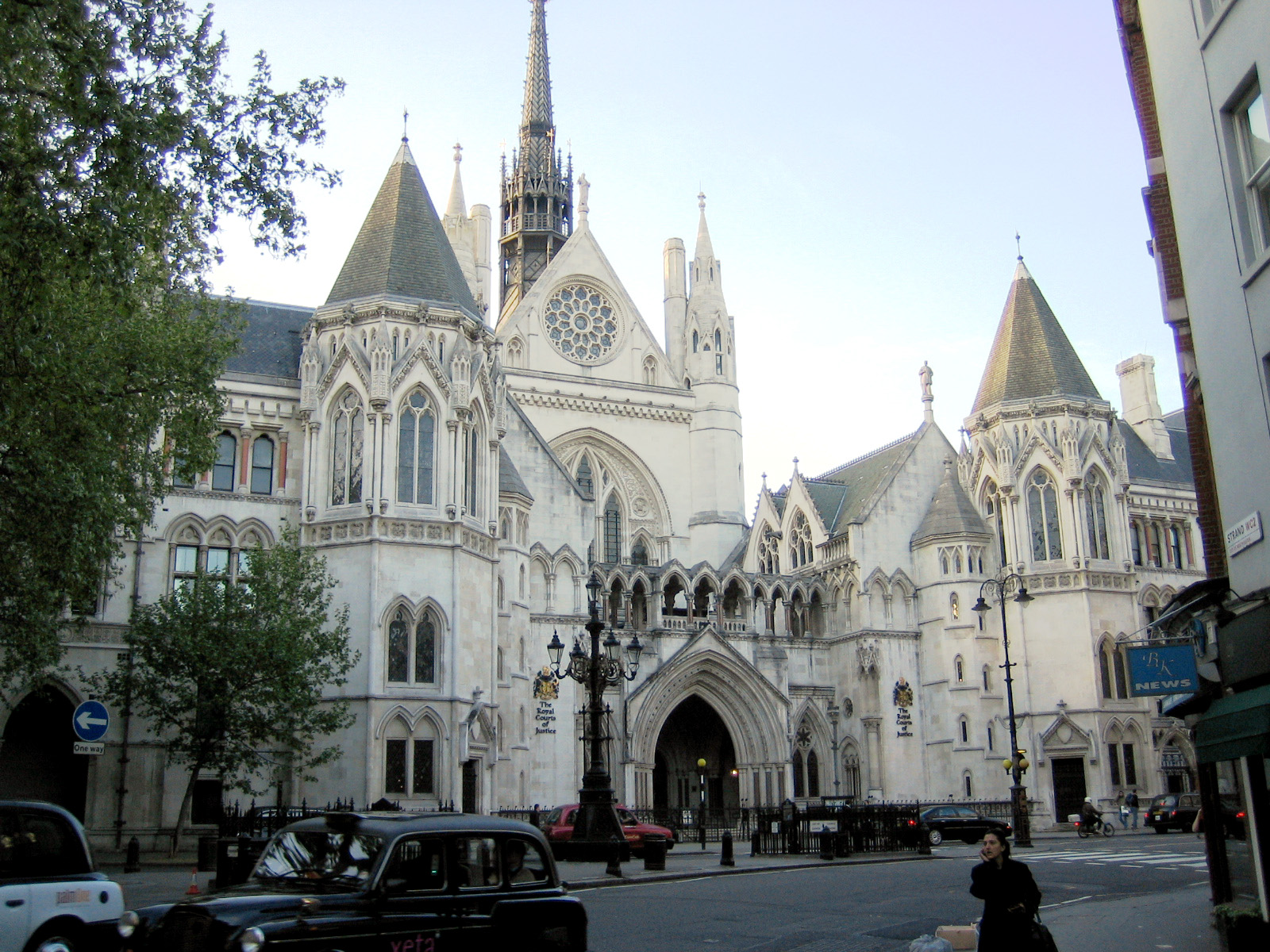
Royal Courts of Justice i London, G E Street.

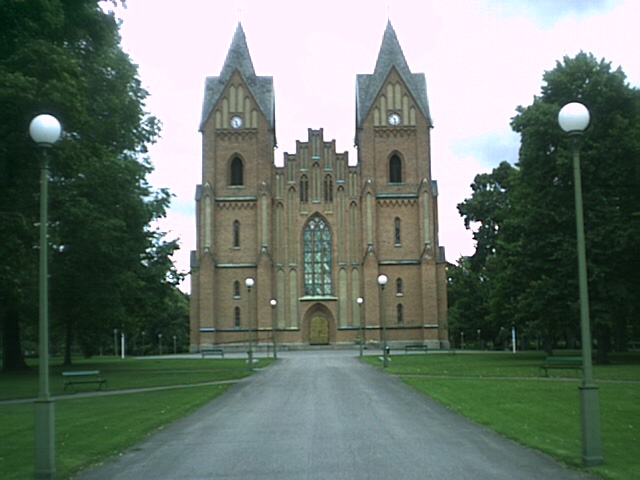
Kristinehamns stadskyrka i Kristinehamn. Uppförd efter ritningar av Carl Georg Brunius

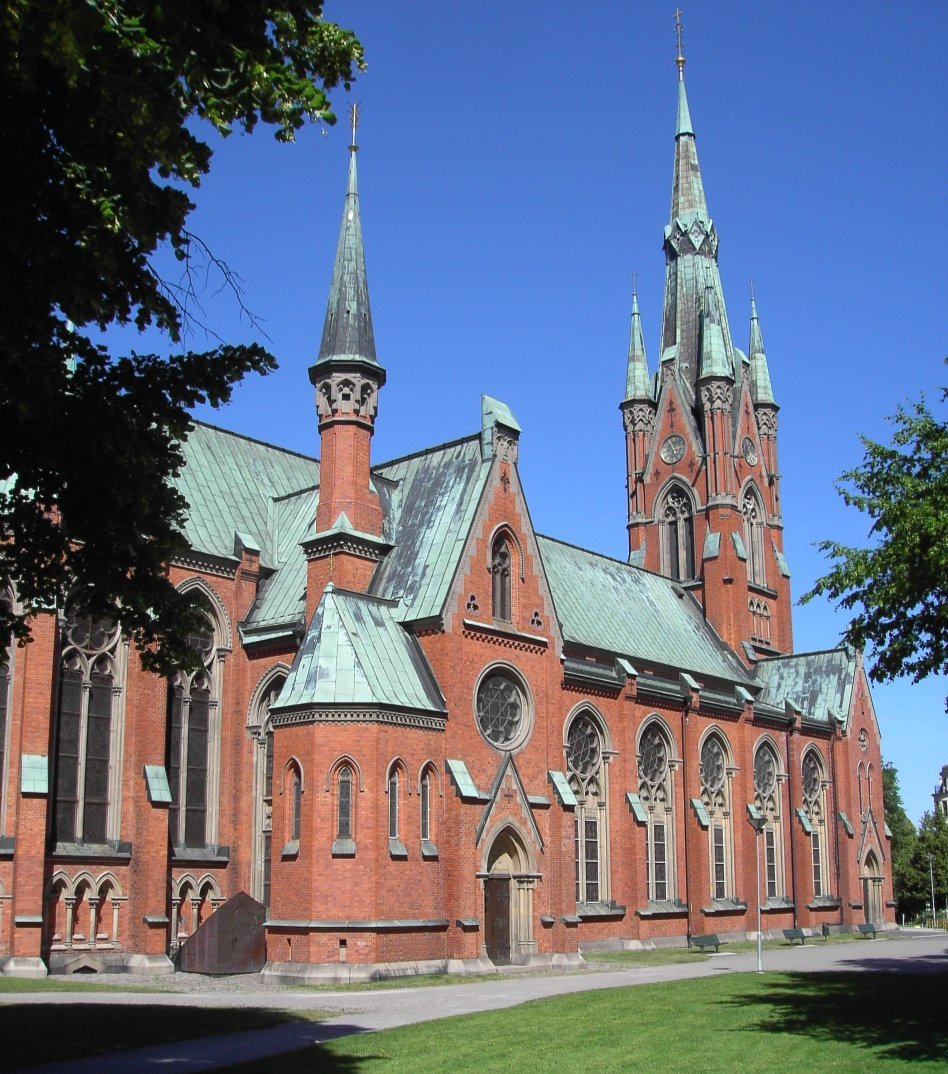
Matteus kyrka i Norrköping.

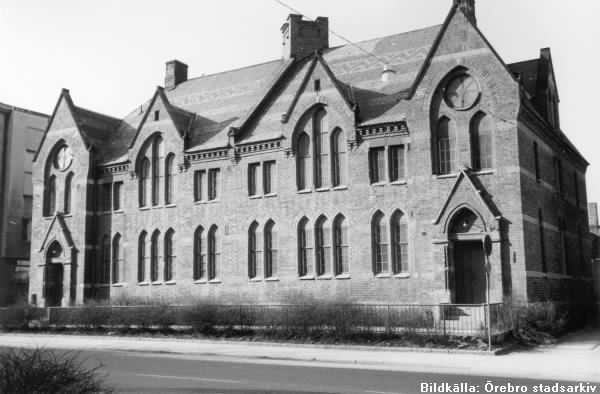
Ett exempel på svensk nygotik är Nikolaiskolan i Örebro, ritad av Adolf Kjellström.

Nygotik, neogotik eller nygöticism är en stilriktning under 1800-talet inom arkitektur och konsthantverk där gotikens formspråk återupplivades. Stilen växte fram under 1700-talet i England där man svärmade för medeltiden.
Den nygotiska stilen representeras bland annat av Parlamentshuset i London. I Frankrike och Tyskland fick ett flertal kyrkor en nygotisk prägel. I Sverige är Allhelgonakyrkan i Lund, Kristinehamns stadskyrka, Oscar Fredriks kyrka i Göteborg samt Matteus kyrka i Norrköping typiska exempel. Den nygotiska stilen finns även representerad i andra offentliga byggnader, som Rudbecksskolan i Örebro och privatbostäder.

## Utveckling
Under klassicismen hade den gotiska arkitekturen alltid betraktats som en byggstil som kommit fram under de "barbariska" goternas mörka århundraden, till skillnad från den ljusa klassicismen. Men på det senare 1700-talet började man allt mer intressera sig för medeltiden, till exempel hyllade Goethe och Victor Hugo skönheten hos den gotiska Strasbourgmünstern. De första exemplen på nygotiska byggnader kom under denna tid och bestod mest av en slags romantiska inslag i slottsparkerna, vid sidan av kinesiska lusthus och konstgjorda ruiner. De första riktiga byggnaderna i nygotisk stil uppfördes i England, bland annat Strawberry Hill och Fonthill Abbey. Även klassicistiska arkitekter som John Soane tog ibland tag i nygotiska projekt då klienterna så önskade. 
Under denna tidiga fas av nygotiken var inte stilkraven lika hårda som exempelvis klassicismen vilket resulterade i eklektiska experiment som John Nashs Royal Pavilion i Brighton, där gotisk arkitektur blandas med indisk. Denna frihet kom på 1830- och 1840-talen dock att ändras. De byggnader som från och med 1830-talet uppfördes i gotisk stil var mer stilriktiga och liturgiska till utformningen. Inte bara byggnadernas stil väckte intresse, utan även de medeltida arbetsformerna med skrån och gillen. I Frankrike hade de olika revolutionerna gått hårt åt landets kyrkor och 1837 bildades Commission des Monumentes Historiques för att reparera skadorna. Bland de arkitekter på vars lott det föll att restaurera de historiska monumenten fanns Eugène Viollet-le-Duc, som kom att bli en av de mest framstående stilrestaurerarna under 1800-talet. Hans inställning till hur restaurationen skulle gå till var dock inte att återställa byggnaden till hur den tidigare sett ut, utan att renodla den till den stil den är byggd i.
| ”                       | Att restaurera en byggnad är inte detsamma som att underhålla, reparera eller bygga om den. Det är att återställa den i ett fullständigt tillstånd, som inte behöver ha existerat vid någon given tidpunkt. | „ |
| – Eugène Viollet-le-Duc | |   |

Även om Viollet-le-Duc själv var relativt återhållsam och vetenskaplig, fick han flera efterföljare som inte var lika försiktiga och på flera byggnader revs alla sentida tillägg bort och byggnaden kom att framstå som en fri rekonstruktion. Den störste stilrestaureraren i Sverige kom senare att bli Helgo Zettervall. I Tyskland blev restaureringen av den enorma Kölnerdomen en nationell angelägenhet. Liksom Rundbogen kom nygotiken mest att användas inom kyrkoarkitektur, men i England, där gotiken var mer fast förankrad, kom flera större profana byggnader att uppföras i nygotisk stil. De mest framträdande är Parlamentshuset, ritat av Charles Barry och Augustus Welby Pugin, och den mer säregna domstolsbyggnaden The Royal Courts of Justice av George Edmund Street. En av de största teoretikerna inom nygotiken i England var konsthistorikern John Ruskin med sina verk The Seven Lamps of Architecture från 1849 och The Stones of Venice som kom ut i tre band mellan 1851 och 53. När det gäller restaurering hade Ruskin motsatt åsikt till Viollet-le-Duc och ansåg att det var lika omöjligt att restaurera en byggnad till sin forna glans som att väcka de döda till liv. Han tyckte att man istället skulle sköta om monumenten så att de inte behöver restaureras.
Ett flertal svenska arkitekter ägnade sig även åt den nygotiska stilen. Exempel på sådana är Helgo Zettervall, Adolf Kjellström och Axel Herman Hägg, men den som introducerade den i Sverige var Carl Georg Brunius, självlärd arkitekt och professor i grekiska i Lund. Det var Brunius som 1846 ritade Kristinehamns kyrka i Värmland, som räknas som nygotikens verkliga genombrottsverk i landet.

## Gotiken inom inredningskonsten
Inom möbelkonsten fick nygotiken sitt genombrott i England på 1700-talet med Thomas Chippendale. Till Sverige nådde stilen på 1820-talet. 1828 lät kronprins Oscar inreda ett rum i gotisk stil på Stockholms slott, och i Sverige har stilen därför ibland kallats Oscar I:s gotik.  Även Carl Georg Brunius ritade möbler i gotisk stil. Man hade dock svårt att hitta lämpliga möbelformer som passade 1800-talets inredningsideal i den gotiska stilen, och redan omkring 1840 blev stilen omodern.  Som stil för gravmonument fick den dock ett nyväckt intresse på 1860-talet.
En nyväckning för nygotiken kom sedan på 1880-1890-talen, då ett inflytande från engelsk inredningsstil började märkas i Sverige. I England hade nygotiken haft en mycket starkare ställning.